# کاپیتولا (کالیفرنیا)
کاپیتولا (به انگلیسی: Capitola) شهری در شهرستان سانتا کروز، کالیفرنیا ایالت کالیفرنیا است که در سرشماری سال ۲۰۱۰ میلادی، ۹۹۱۸ نفر جمعیت داشته است.